# Torpo
Torpo is een plaats in de Noorse gemeente Ål, provincie Buskerud. Torpo telt 417 inwoners (2007) en heeft een oppervlakte van 1,08 km².